# Brough and Shatton
Brough and Shatton är en civil parish i Storbritannien.   Den ligger i distriktet High Peak i grevskapet Derbyshire i England, i den södra delen av landet, 230 km nordväst om huvudstaden London. Antalet invånare är 136.